# Tabanus briani
Tabanus briani är en tvåvingeart som beskrevs av Leclercq 1962. Tabanus briani ingår i släktet Tabanus och familjen bromsar. Inga underarter finns listade i Catalogue of Life.